# Lars-Erik Sjöberg
Lars-Erik "Taxen" Sjöberg, född 4 maj 1944, död 20 oktober 1987, var en svensk ishockeyspelare.
Sjöberg växte upp på ett jordbruk i den lilla byn Laknäs i Leksands kommun, Dalarna. Redan tidigt satsade han på ishockey. Han var med i Dalarnas Tv-pucklag och debuterade för Leksands A-lag i 16-årsåldern. Hans stora idol i ishockey var Åke Lassas, som var back i såväl Tre Kronor som i Leksands IF. Och han spelade själv back i hela sin karriär.
Tack vare Sjöbergs talang och motivation ställde Leksands IF upp på att bekosta hans gymnasiestudier, vilket han annars knappast haft råd med. Han var en klar begåvning även på den intellektuella sidan.
Under slutet av gymnasietiden spelade han för Leksands A-lag. När han studerade till gymnastikdirektör samt läste på universitetet spelade han två säsonger för respektive Djurgårdens IF samt Frölunda HC. Antalet landskamper han gjorde uppgår till 134. 1974 värvades han till Winnipeg Jets som spelade i den då nystartade WHA, konkurrentligan till NHL. I Winnipeg spelade han i sex säsonger. Anmärkningsvärt med Sjöberg i övrigt är att han var den första icke-nordamerikanen att bli kapten för ett NHL-lag. Efter sin aktiva karriär arbetade han som talangscout åt New York Rangers med ansvar för att hitta talanger i Europa.

## Personliga utmärkelser i urval
- Vinnare av Guldpucken 1969.
- Vald till Sweden All Star Team (målvakt + 5 utespelare) 1970, 1972 och 1974.
- Vald till back i världslaget (målvakt + 5 utespelare) efter Hockey-VM 1974.
- Vald till WHA:s bäste försvarare säsongen 77/78.
- Förste svensk att bli lagkapten i kanadensisk proffshockey. 1979-1980 var han lagkapten för Winnipeg Jets

För att hedra honom så delar New York Rangers varje år ut Lars-Erik Sjöberg Award till den bästa rookien på försäsongens träningsläger.
Med tanke på att han var förhållandevis kortvuxen (173 cm) framstår hans framgångar och utmärkelser som än mer anmärkningsvärda. Smeknamnet "Taxen" är lättare att förstå. I Leksand kallades han även "Laken" efter Laknäs. I Winnipeg Jets kallades han "Professor" på grund av högre studier eller "Little General" efter kaptensrollen, eller "shoe" efter ett förvridet uttal av Sjöberg ("shoeberg") på engelska av journalisten Ken Nicholson i Winnipeg. 
Sjöberg drabbades av cancer och avled 1987 i en ålder av 43 år.